# Maison de Jérusalem
La maison de Jérusalem est une maison située à Rouen, en France.

## Localisation
La maison de Jérusalem est située dans le département français de la Seine-Maritime, sur la commune de Rouen, au 4 rue Étoupée.

## Historique
La Façade est inscrite au titre des monuments historiques en 1926.

Détails de la façade de la Maison de Jérusalem
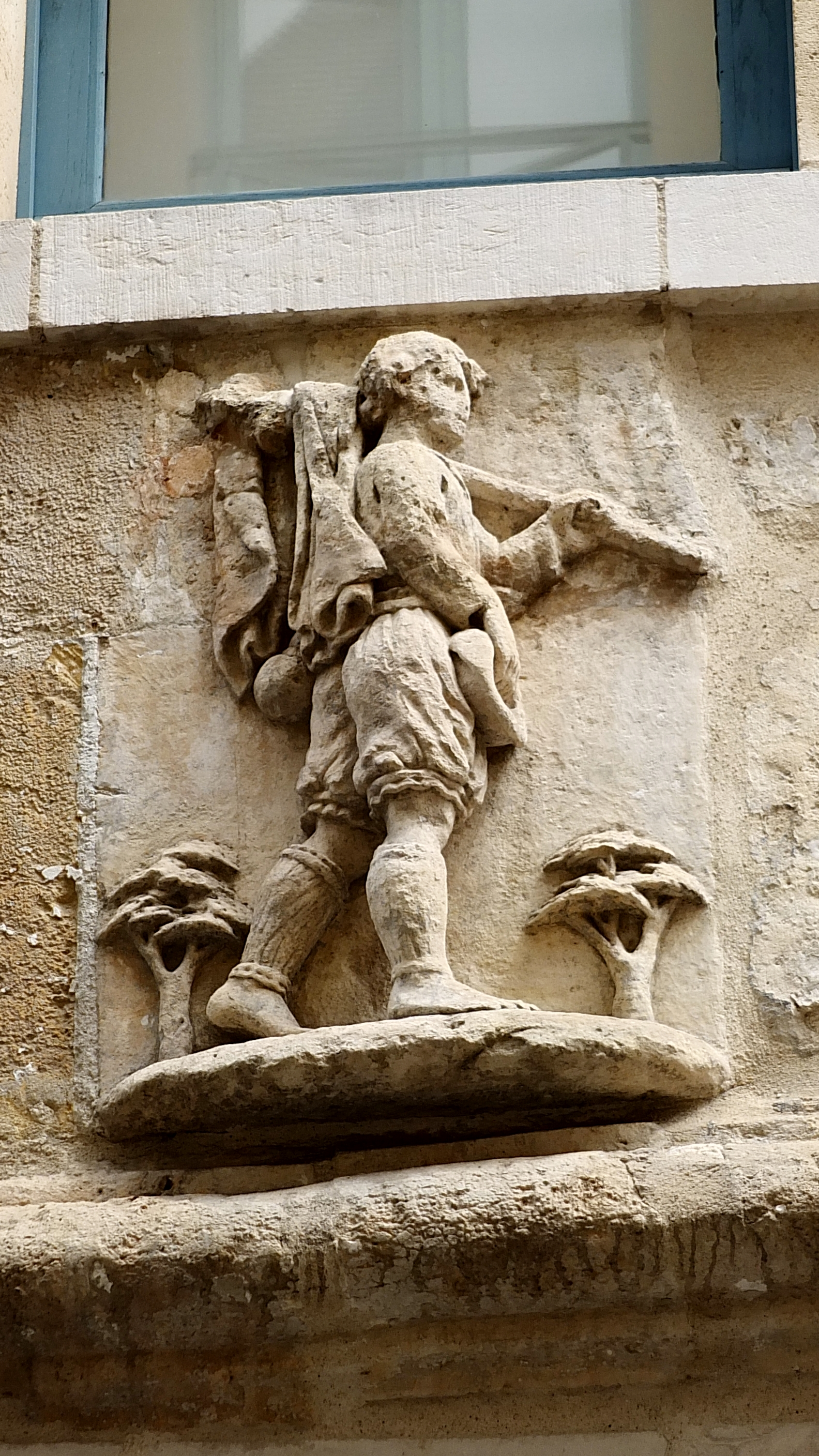
Détail gauche.
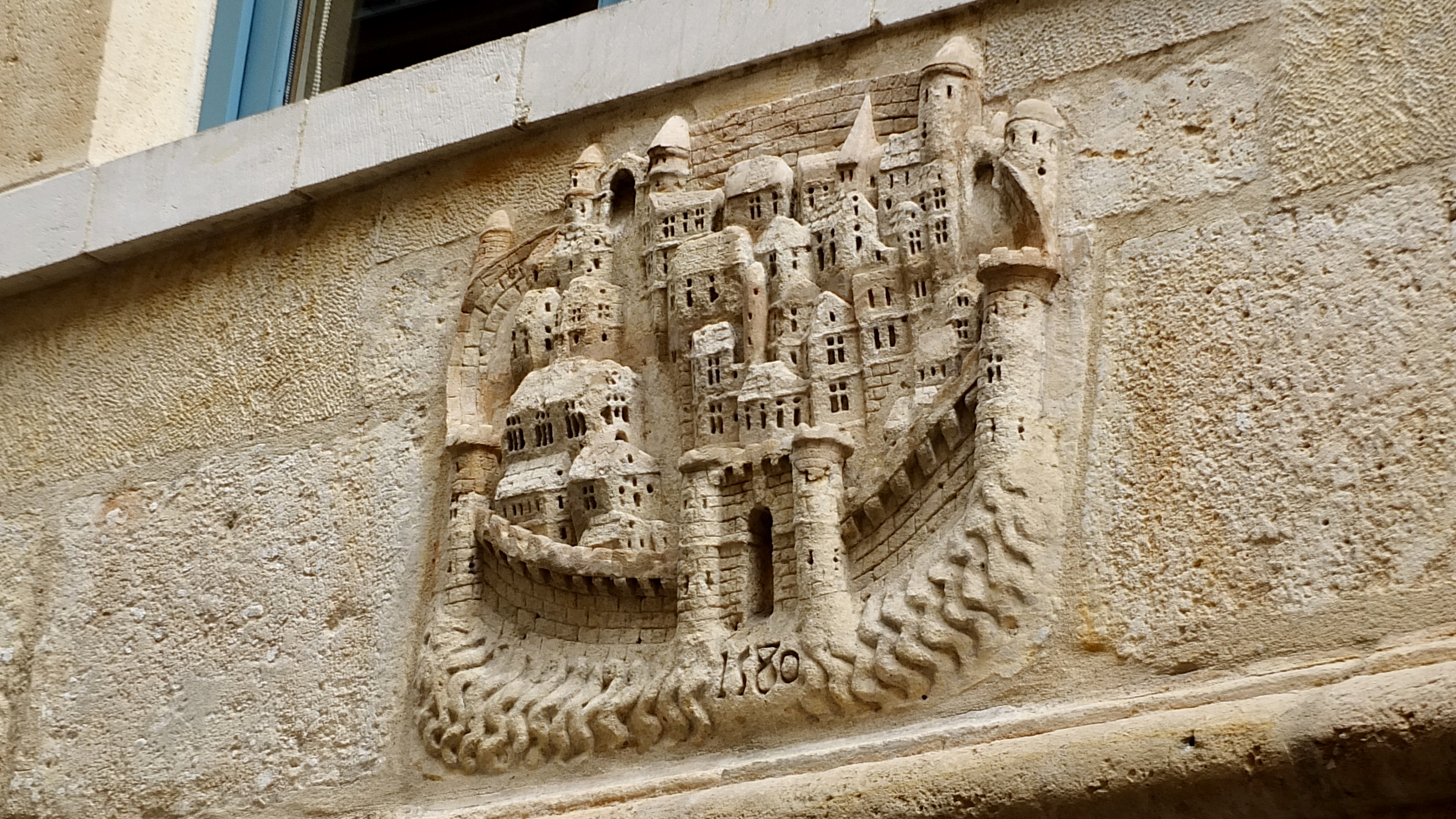
Détail central.
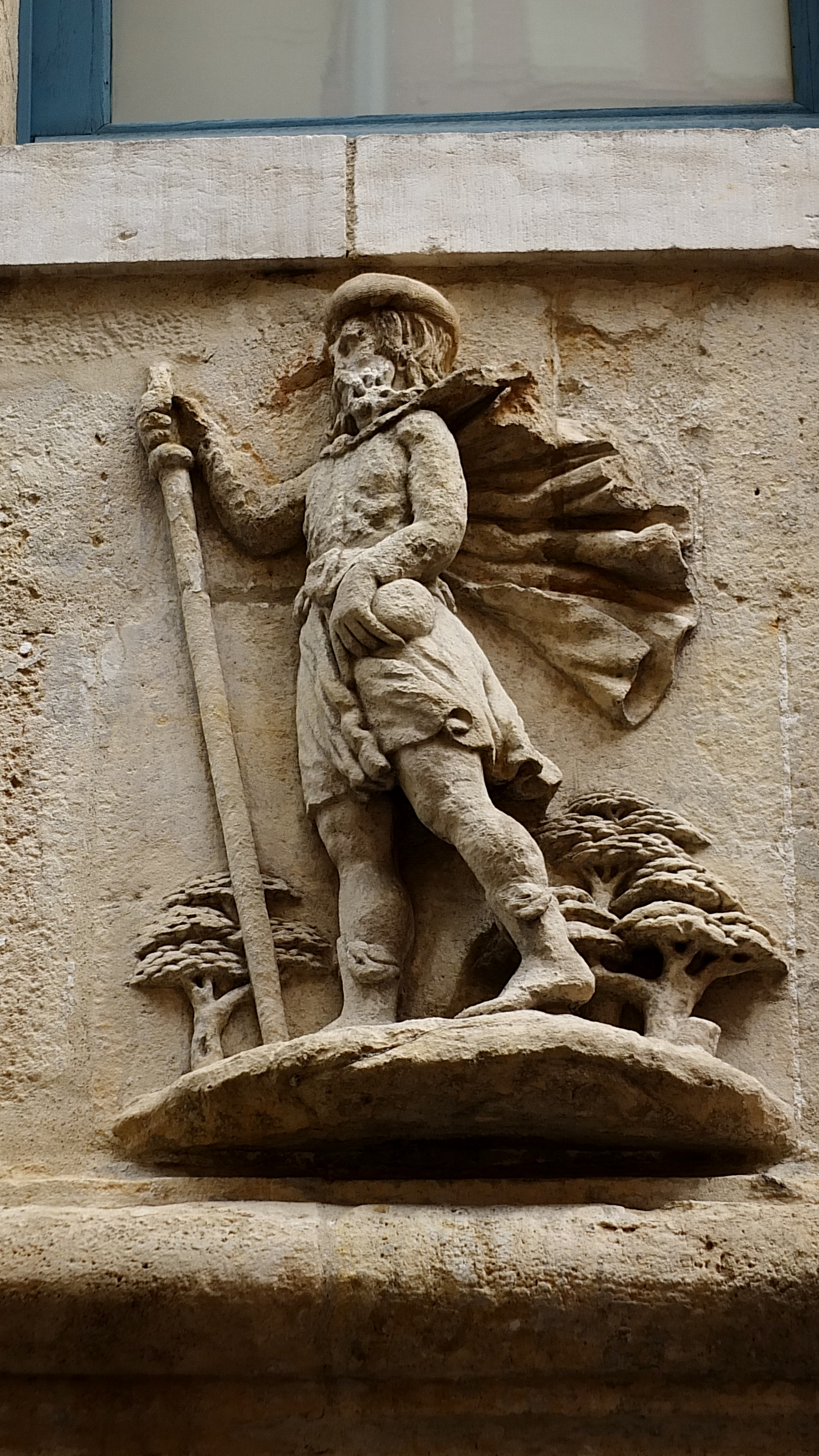
Détail droit.